# Свежен
Свежен е село в Южна България, в община Брезово, област Пловдив. Разположено е в Сърнена Средна гора. Отстои на 22 км от Брезово, на 32 км от Карлово и на 58 км от Пловдив.

## География
Село Свежен лежи на 752 м над морското равнище.

## Климат
В климатично отношение с. Свежен се отличава доста от околните му селища. Понеже е на по-голяма надморска височина, в сравнение с околните села, тук е и много по-хладно. През зимата стават доста големи студове и обикновено зимата е снежна и трае от месец ноември до началото на месец април. Дебели снегове рядко падат и не се задържат дълго. Пролетта е хладна, къса и често променлива; лятото късо и хладно, а есента хладна и дъждовна. Въпреки тези особености, климатът тук позволява засятото със зърнени храни да се прибира навреме. Селото е изложено по своето местоположение на ветровете. Най-силни са североизточният и северозападният, а южният и северният прехвърлят местата около къщите. Селяните наричат североизточния вятър „Горния“, понеже идва от горното течение на Свеженска река, северозападния – „Долния“ (от долното течение на реката), северния – „Овчиларски“, тъй като духа от с. Александрово (Окчулари), а южния – „Кокалски“, от местността „Кокала“. В селото овощията, лозята, розите разцъфват много по-късно от тези в околността. Най-много дъждове падат пролет и есен.

## История
До 1934 г. се нарича Аджар, което в превод от турски значи здрав/каменен, а според някои източници от арабски „ханджар“ – кама, нож. По време на османската власт през 18 – 19 в. е било център на Караджадагска нахия. Като малък околийски център е владеело 62 села до поречието на Марица и околията на Чирпан. Като административен център Аджар е многолюдно, икономически добре развито, с будно българско население, с ярки културни прояви селище. Поминъкът на жителите е абаджийство, розопроизводство, скотовъдство.
Селището се разраства в Османската империя до големината на малък градец. В дописка във вестник „Право“ от 1872 година Аджар е наречен „граденце“. Като негов главен недостатък е определено безводието. Отбелязва се, че много жители изкарват прехраната си, като работят в Анадола и в Цариград.
Аджарци активно участвали и в Априлското въстание през 1876 г. Уличено в стари провинения към империята, селото било опожарено през лятото на 1877 г., по време на Руско-турската освободителна война от настъпващите орди на Сюлейман паша след безразсъдното и неоправдано от военно-стратегическа гледна точка провокативно нахлуване на отряда на ген. Гурко на юг от Стара планина.. От над 1200 къщи след опожаряването оцеляват около 100. Стотици хора загиват в пламъците. Около 680 мъже – аджарци са заловени и обезглавени, хиляди напускат домовете си. Трагедията е сравнена от историците с клането в Батак през 1876 г. След Освобождението селото възкръсва за нов живот.
В околността на селото има тракийски могили, останки от крепости, калета и манастири. В началото на 20 век селото е наброявало над 5000 души и е било търговски център на околията.
През 1987 г., с Указ на Държавния съвет на НРБ, селото е обявено за архитектурно-исторически резерват.

## Култура
През XVI–XVII век в Аджар (Свежен) функционира Аджарска книжовна школа, достоен наследник на Търновската книжовна школа след падането на България под османско владичество. Преписват се, илюстрират и подвързват ръкописи главно с църковно съдържание – требници, минеи, евангелия, дамаскини, преписва се Паисиевата история. Представители на Аджарската книжовна школа са поп Йовко, даскал Недялко и синът му даскал Филип. Сред образците от работата на Аджарската школа е Псалтирът на даскал Филип.
През 1850 е създадено килийно училище, а през 1868 г. първото българско селско читалище.

## Забележителности
Черквата в селото е построена през 1864 година и е посветена на светите първоапостоли Петър и Павел. За съжаление, само малка част от стенописите са запазени - във входа на храма. По-голямата част от стенописите са унищожени по време на комунистическия режим след 9-ти септември 1944 година.
Над селото се намира и храм „Рождество Богородично“, който е бил част от манастирски комплекс. През 2022 година храмът е обновен и осветен от Пловдивския митрополит Николай, който извършва първата света литургия във възстановената черква на нейния храмов празник - 8-ми септември, Рождество Богородично. Храмът е била част от манастир, чиито сгради са разрушени по време на османското владичество.
В близката околност на селото се намират хижите Свежен, Братан и Каваклийка, връх Братан, язовирите Свежен и Домлян и други красиви местности.
През селото протича Свеженска река, а недалеч от Свежен има минерален извор с изградена чешма – „Невенкина чешма“.

## Животински свят
В сърцето на Сърнена Средна гора най-често срещаните животни са сърните, благородния елен, дивото прасе, вълка, чакала, лисицата, заека, в близкото минало и кафявата мечка. От пернатите – ушата сова, бухал, ястреб, кукумявка, улулица, селска лястовица, кукувица, славей, чучулига, сврака, врана. В „Червената книга“ на защитените видове са сухоземната костенурка, таралежът. От влечугите – смок мишкар, усойница, пепелянка.

## Кухня
Основни продукти в свеженската кухня са картофите (барабой – според местния диалект) и фасулът. Типично ястие за района е картофи с ориз, приготвени на фурна; т.нар биди (катми), които се пекат на глинен сач и може би най-известната по готварските книги рецепта – фалшив заек по свеженски. Свеженски катък – ястие от сварено и посолено прясно овче мляко, което престоява 2 – 3 дни на 10 – 15 градуса температура и е готово за консумация. Характерно е сладкото от тикви-рачел и тестените ястия трейница и ушмер.

## Личности
Родени
- Гено Тодоров Дидов (? – 1957), военен деец
- Владимир Серафимов (1860 – 1934), военен деец, полковник
- Петко Цъклев (1863 – ?), военен деец, генерал-майор
- Рашко Серафимов (1875 – 1922), военен деец, полковник
- Христо Станчев Крусев (1870 – 1950), народен художник
- Димитър Остоич (1928 – 2010), скулптор, художник и изкуствовед
- Бойко Пенчев (р. 1968), литературовед, писател и преводач
- Стойко Божков (1913 – ?), литературовед
- Спас Георгиев Капелков (1901 – 2002), юрист, преводач и писател
- Дойчин Бояджиев (1958 – 1992), военен летец, капитан, загинал при учебен полет[7].
- Христо Каламов (1922 – 1960), военен деец, генерал-майор
- Иван Стефанов (1919 – 1975), генерал-майор, командващ артилерията БНА 1958 – 1971
- Иван Николов Марев (1900 – 1925), адвокат, земеделски трибун
- Никола Димов (1856 – 1933), военен деец, полковник
- Никола Марев (? – 1936), общественик, градоначалник на гр. Русе през 1894 г.

Свързани
- Муравей Радев (р.1947), министър на финансите от 1997 до 2001 г.[8].
- Владимир (Валди) Тотев, (р.1951), рок-музикант и композитор, внук на полк. Владимир Серафимов[9].
- Димо Божиков – укривал и хранил известния български войвода Хаджи Димитър.
- Даскал Марко Тодоров Божиков – виден общественик, читалищен деец, учител – убит на 26 юли 1944 г.
- Христо Иванов Чолчев (1887 – 1978), издател, журналист и общественик
- Кирил Кавадарков – актьор
- Надя Капелкова (1921 – 2009), адвокат и детска писателка
- Кристина Капелкова (1949 – 2022), археолог